# Mézières-sur-Seine
Mézières-sur-Seine är en kommun i departementet Yvelines i regionen Île-de-France i norra Frankrike. Kommunen ligger i kantonen Guerville som tillhör arrondissementet Mantes-la-Jolie. År 2022 hade Mézières-sur-Seine 3 874 invånare.

## Befolkningsutveckling
Antalet invånare i kommunen Mézières-sur-Seine
| Referens: INSEE |